# Melchior Manlich

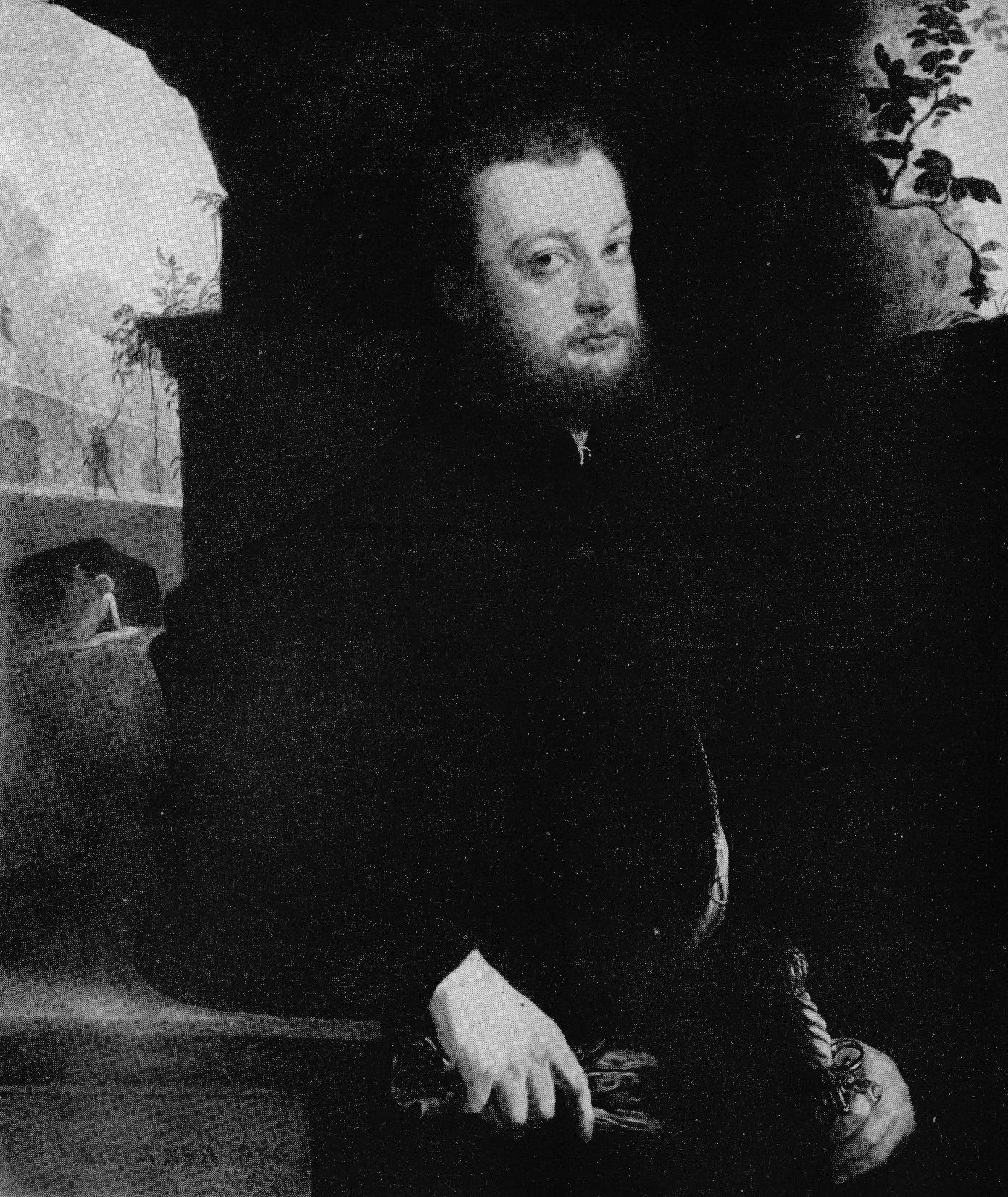
Melchior Manlich (1513–1576); 1536; 107:92 cm

Melchior I. Manlich (* 1513 in Augsburg; † 1576 in Schloss Freudenberg bei Amberg) war ein Augsburger Kaufmann des 16. Jahrhunderts.

## Leben
Die Familie Manlich stammte ursprünglich aus dem Elsass, war aber zu Melchiors Zeiten schon in Augsburg ansässig und im europäischen Metallhandel ein bedeutender Machtfaktor. Das Handelshaus war für etwa 150 Jahre von herausragender Bedeutung für die oberschwäbische und darüber hinaus für die ganze mitteleuropäische Wirtschaft. Sein Schwerpunkt lag im Bergbau. Matthias III.(?) Manlich (1499–1559) hatte 1552 sein geschäftliches Betätigungsfeld bis nach Schwaz (Tirol) ausgedehnt und war auch im oberungarischen (slowakischen) und Mansfelder Montanrevier tätig geworden.
Ab 1571 war Melchior Manlich im Levantehandel von Marseille aus mit teilweise eigenen Schiffen tätig: Er handelte Kleineisenwaren, Leinwand und Metalle gegen Datteln, Rosinen, Drogen, Salben, Baumwolle, Seidenstoffe, Teppiche, Perlen und Edelsteine. Er hatte Niederlassungen in Konstantinopel, Famagusta (Zypern), Tripoli (Libanon), Aleppo (Syrien) und Alexandria (Ägypten). Niederländische Freiheitskämpfer (Geusen) kaperten vor Vlissingen ein Schiff Manlichs mit einer Ladung Pfeffer im Wert von 50.000 fl. Im Jahr 1573 schickte Manlich Hans Ulrich Krafft von Dellmensingen und seinen Schwager, den Arzt und Botaniker Leonhard Rauwolf, auf eine Orientreise, ging aber im Jahr darauf bankrott – wie 70 andere europaweit agierende Augsburger Unternehmen zwischen 1556 und 1584.
Diese finanziellen Probleme, die zum Bankrott des Handelshauses führten, waren teilweise durch die Staatsbankrotte Spaniens und Frankreichs im Jahr 1557 bedingt. Zudem zögerte der Pariser Hof in Folge der Religionskriege in Frankreich von 1572/73 die Rückzahlung von Krediten hinaus. 1575 stand der zweite Staatsbankrott Spaniens unmittelbar bevor.
1536 wurde Melchior Manlich vermutlich von Jan Stephan van Calcar in Venedig gemalt. Um 1560 hatte Melchior das Hofmarksrichterhaus Schloss Kissing gekauft, musste es aber nach begonnenem Umbau schon 1563 wegen Überschuldung seines Unternehmens wieder veräußern.

## Nachkommen
Bekannte Nachkommen von Melchior I. Manlich waren Melchior II. Manlich (* um 1542 in Augsburg; † 1597), dessen Sohn Melchior III. Manlich (* 1567) und dessen Sohn Johann Melchior Manlich (* 1610; † 1648).